# Icterus prosthemelas
Icterus prosthemelas е вид птица от семейство Трупиалови (Icteridae).

## Разпространение
Видът е разпространен в Белиз, Гватемала, Коста Рика, Мексико, Никарагуа и Панама.